# 北条雋八
北条 雋八（北條 雋八、ほうじょう しゅんぱち、1891年〈明治24年〉5月18日 - 1974年〈昭和49年〉5月30日）は、日本の政治家。貴族院議員。参議院議員（2期）。子爵。

## 経歴
1891年（明治24年）5月18日に元河内狭山藩主北条氏恭の四男として生まれる。1913年（大正2年）、学習院高等科を卒業。1916年（大正5年）、東京帝国大学農科大学林学科を卒業。帝室林野管理局技手となり、後に技師に昇進する。上松出張所長や東京支局業務課などに勤務した。
1925年（大正14年）、養父謙吉（実兄）の死去により家督を相続する。1939年（昭和14年）4月22日、補欠選挙で貴族院子爵議員に当選し、研究会に所属して1947年（昭和22年）5月2日の貴族院廃止まで在任した。
日蓮正宗を信仰している関係から、創価学会にも関わるようになり、創価学会文化部顧問に就任する。
1956年（昭和31年）7月8日、第4回参議院議員通常選挙に全国区から創価学会系無所属として立候補し、辻武寿（全国区）、白木義一郎（大阪地方区）と共に初当選（以降、連続2回）する。公明政治連盟を経て公明党に所属し、その間、参議院法務委員長を歴任する。
1974年（昭和49年）5月30日、死去。死没日をもって正四位から従三位に叙され、銀杯一組を賜った。兄釐三郎の子である尚を養子に迎えた。

## 家系
- 伊達政宗の男系子孫にあたる。曽祖父に当たる堀田正敦が仙台藩伊達家から佐野藩堀田家に養子に入り、父の北条氏恭が堀田家から北条家に養子に入った。

## 栄典
- 1922年（大正11年）8月30日 - 従五位[5]
- 1965年（昭和40年）4月30日 - 勲二等旭日重光章（勲四等からの昇叙）[6]。
- 1974年（昭和49年）5月30日 - 従三位、銀杯一組

## 親族
- 父：北条氏恭
- 甥：北条浩（元参議院議員、元創価学会会長）
- 妻：北条克子（旧丸岡藩主家有馬氏嫡流・有馬純文の娘）
- 義弟：有馬純尚（有馬純文の子）
- 義弟：山名晴彦（有馬純文の子、旧村岡藩主家山名氏嫡流・山名義鶴の婿養子）
- 娘：つね子
- 養子：北条尚（北条釐三郎の子）

## 役職歴
- 参議院法務委員長
- 創価学会文化部顧問